# The Family Honor
The Family Honor è un film muto del 1917 diretto da Émile Chautard.

## Produzione
Il film fu prodotto dalla Peerless Productions e dalla World Film.

## Distribuzione
Il copyright del film, richiesto dalla World Film Corp., fu registrato il 29 marzo 1917 con il numero LU10568.
Distribuito dalla World Film e presentato da William A. Brady, il film uscì nelle sale cinematografiche statunitensi il 9 aprile 1917. In Svezia, fu distribuito il 24 febbraio 1919 con il titolo Familjens ära.